# La mentira (película de 1952)
La mentira es una película mexicana del director Juan J. Ortega, protagonizada por Marga López y Jorge Mistral.

## Sinopsis
Demetrio Robles llega a Pueblo Nuevo buscando a su medio hermano Ricardo Silva, pero el padre Gregorio, sacerdote de la región, le dice que su hermano ha muerto. Adela, esposa del déspota Dr. Botel le cuenta que Ricardo se había hecho rico y pensaba volver a La Habana, pero al saber que su novia se había casado con otro se dio a la bebida y un día, al tratar de dinamitar una mina de su propiedad quedó ciego y finalmente se suicidó. Rosita, la sirvienta de su hermano, le entrega a Demetrio una cadena que pertenecía a su hermano en la que venían las iniciales "VC". Demetrio va a La Habana en busca de la dueña de la medalla pero nadie sabe darle razón de a quien le pertenece. En La Habana se encuentra con su amigo Alberto quien lo invita a una fiesta en casa de su familia, en esa fiesta Demetrio conoce a Verónica de quien se siente atraído, en esa misma fiesta Demetrio se entera de que Ricardo trabajo con el tío de Verónica por dos años, eso hace pensar a Demetrio en que ella pudo ser la mujer de quien su hermano se enamoró y la culpable de su suicidio, idea que es alimentada por Virginia quien celosa del amor que Alberto siente por Verónica le dice que ella fue amante de Ricardo Silva. Alberto cita a Demetrio para contarle sobre lo que Virginia le confesó y la trama continua con la estrategia que genera Demetrio con el fin de vengar la muerte de su hermano, y de cómo envuelve a Verónica pensando que ella fue la culpable de que Ricardo se suicidara.

## Reparto
- Marga López .... Verónica Castillo-Blanco
- Jorge Mistral .....Demetrio Robles
- Gina Cabrera....Virginia Castillo-Blanco
- Andrea Palma .... Adela Botel
- Alberto González Rubio .... Alberto
- Domingo Soler .... Dr. Jaime Botel
- Arturo Soto Rangel .... Padre Gregorio
- Liliana Durán .... Rosita
- Mimí Derba .... Doña Sara, madre de Alberto
- Miguel Aceves Mejía .... Cantante de la cantina
- Manuel Donde .... Indio
- Bruno Márquez .... Francois Dupont
- Salvador Quiroz .... Don Ramiro Castillo
- Alberto Mariscal .... Ricardo Silva
- Lina Salomé .... Bailarina
- Ana Gloria y Rolando .... Bailarina

- Datos: Q5412937